# Neo-ui siseon-i meomuneun gos-e
Neo-ui siseon-i meomuneun gos-e (너의 시선이 머무는 곳에?; lett. "Dove si fissa il tuo sguardo", nota anche con il titolo internazionale Where Your Eyes Linger) è una webserie sudcoreana trasmessa dal 22 maggio al 12 giugno 2020 su W-Story. Internazionalmente è stata resa disponibile su Rakuten Viki.
Una versione del regista è stata distribuita su Netflix, Wayve, Tving e Naver TV il 16 luglio 2020, mentre una versione cinematografica è stata proiettata al 24º Bucheon International Fantastic Film Festival e all'80ª Mostra internazionale d'arte cinematografica di Venezia.
Pubblicizzata come la prima fiction BL sudcoreana, è stata inserita tra i migliori drama gay del 2020 dall'emittente statunitense KTen.

## Trama
Da quando era bambino, Han Tae-joo, erede del TB Group, è sotto la protezione del coetaneo Kang Gook, assunto come sua guardia del corpo. Crescendo, Gook si è reso conto che il suo interesse per Tae-joo trascendeva la semplice amicizia, ma, a causa del loro rapporto di servitore/padrone, ha deciso di limitarsi a osservare Tae-joo da lontano. Questi, all'oscuro dei sentimenti di Gook, si è nel frattempo divertito con diverse ragazze, ma è costretto a rivedere quello che prova per l'amico quando la loro nuova compagna di scuola Choi Hye-mi si mostra interessata a Gook.

## Interpreti e personaggi
- Han Tae-joo, interpretato da Han Gi-chan[10]
- Kang Gook, interpretato da Jang Eui-soo[11]
- Choi Hye-mi, interpretata da Choi Kyu-ri[2]
- Kim Pil-hyun, interpretato da Jeon Jae-young[2]
- Madre di Hye-mi, interpretata da Jung Seo-in
- Amico di Pil-hyun, interpretato da Cheon Seung-ho

## Colonna sonora
La colonna sonora è stata pubblicata da Music&New il 5 giugno 2020.
1. The Man Blk – You – 3:11 (testo: Runy – musica: Runy, Iver)
2. Keumjo – Light – 3:33 (testo: Runy – musica: Runy, Iver)
3. Runy – Looking at You (널보면?, NeolbomyeonLR; lett. "Se ti guardo") – 4:10 (testo: Jung Se-in – musica: Runy, Flum3n)
4. Heo Jung – See U – 3:27 (testo: Kim Bo-young, Lee Gyeo-la – musica: Kim Bo-young)
5. You (Inst.) – 3:11 (musica: Runy, Iver)
6. Light (Inst.) – 3:33 (musica: Runy, Iver)
7. Looking at You (Inst.) – 4:10 (musica: Runy, Flum3n)
8. See U (Inst.) – 3:27 (musica: Kim Bo-young)

Durata totale: 28:42

## Episodi
| N. | Titolo                                                                                        | Messa in onda  |
| -- | --------------------------------------------------------------------------------------------- | -------------- |
| 1  | 안좋은 버릇?, Anjoh-eun beoreutLR; lett. "Cattiva abitudine"                                  | 22 maggio 2020 |
| 2  | 동등한 관계?, Dongdeunghan gwan-gyeLR; lett. "Un rapporto tra pari"                           | 22 maggio 2020 |
| 3  | 도망치고 싶은 순간?, Domangchigo sip-eun sun-ganLR; lett. "Il momento in cui voglio scappare" | 29 maggio 2020 |
| 4  | 그림자에게 생긴 자아?, Geurimja-ege saenggin ja-aLR; lett. "L'ombra diventò una persona"      | 29 maggio 2020 |
| 5  | 또 다른 시선?, Tto dareun siseonLR; lett. "Un altro tipo di sguardo"                          | 5 giugno 2020  |
| 6  | 15 년 우정의 마침표?, 15 nyeon ujeong-ui machimpyoLR; lett. "La fine di 15 anni di amicizia"  | 5 giugno 2020  |
| 7  | 화해?, HwahaeLR; lett. "Riconciliazione"                                                      | 12 giugno 2020 |
| 8  | 내가 널 좋아하니까?, Naega neol joh-ahanikkaLR; lett. "Perché mi piaci"                       | 12 giugno 2020 |